# Хмельницький Олександр Ісакович
Олександр Ісакович Хмельницький (30 жовтня 1889, Одеса — 7 грудня 1919, Москва) — адвокат, комісар юстиції Одеської радянської республіки, народний комісар юстиції УСРР, член ЦК КП(б)У.

## Життєпис

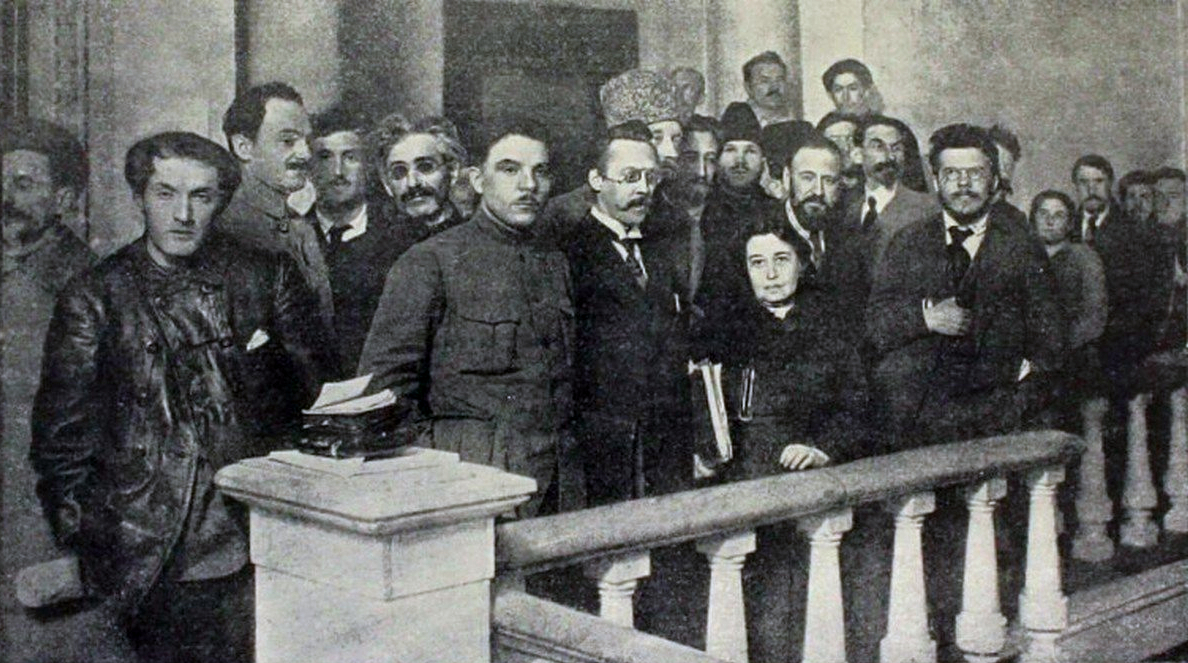
Керівні діячі КП(б)У під час українсько-більшовицької війни. Зліва направо: Олександр Хмельницький, Мойсей Рухимович, Мойсей Грановський, Володимир Юдовський, Климент Ворошилов, Володимир Мещеряков, Микола Подвойський, Анжеліка Балабанова, Християн Раковський, Микола Скрипник, Володимир Затонський.

О. І. Хмельницький народився 18 (30) жовтня 1889 року в Одесі в  родині відомого адвоката.
В 1911 році закінчив юридичний факультет Новоросійського університету в Одесі.
По закінченні університету працював помічником присяжного повіреного та присяжним повіреним.
У 1917 році — редактор газети «Голос пролетария», член виконкому Одеської ради, секретар Одеського губкому РСДРП(б). Був комісаром юстиції Одеської радянської республіки.
У березні 1918 році переїхав до Москви, працював юрисконсультом, завідувачем відділу публікацій законів РНК РСФРР.
В 1919 році був членом Президії Всеукраїнського Центрального Виконавчого Комітету (ВУЦВК),  обіймав посаду народного комісара юстиції УСРР.  Того самого року був головою Мало Ради Народних Комісарів УСРР, головою Вищого партійного суду ЦК КП(б)У, уповноваженим Ради оборони і ЦК КП(б)У на Волині та в Одесі.
Обирався членом ЦК КП(б)У.
У вересні 1919 відкликаний до Москви, де працював заступником начальника політуправління військ внутрійшної охорони РСФРР.
В кінці листопада 1919 захворів запаленням легенів, був шпиталізований до лікарні в Москві де й помер 7 грудня того ж року від туберкульозу.

#### Державотворча та наукова діяльність
За його пропозицією при Народному комісаріаті юстиції була утворена спеціальна комісія, на яку покладалося завдання створити «систему соціального і карального кримінального червоного права і тим закріпити в Україні новий лад і нове життя».
Керував розробкою першої Конституції УСРР (1919).
Автор ряду публікацій, у тому числі праці «Виконавче провадження. Червоне право і червоний суд» (надрукована у 1921 р.).

## Родина
Батько: Хмельницький Ісак Абрамович (1861—1941) — правознавець, адвокат, професор Одеського інституту народної освіти та Одеського інституту народного господарства.
Двоюрідні брати: філолог Григорій Олександрович Гуковський та історик Матвій Олександрович Гуковський.